# Jarošov
Jarošov är en ort i Tjeckien.   Den ligger i regionen Pardubice, i den centrala delen av landet, 130 km öster om huvudstaden Prag. Jarošov ligger 488 meter över havet och antalet invånare är 181.
Terrängen runt Jarošov är platt åt nordost, men åt sydväst är den kuperad.Runt Jarošov är det tätbefolkat, med 266 invånare per kvadratkilometer. Närmaste större samhälle är Vysoké Mýto, 14,3 km norr om Jarošov. Trakten runt Jarošov består till största delen av jordbruksmark.